# Lista de reality shows da SIC
Os reality shows portugueses produzidos pela SIC estão relacionadas nesta lista, que apresenta: data de início, data do final e quantidade de capítulos dos reality shows dessa emissora, das transmissões originais. A SIC é uma estação de televisão portuguesa.

## Década de 2000
| # | Início      | Título                       | Apresentadores                  |
| - | ----------- | ---------------------------- | ------------------------------- |
| 1 | 2001        | Acorrentados                 | Artur Albarran e José Figueiras |
| 2 | 2001        | O Bar da TV                  | Jorge Gabriel                   |
| 3 | 2001        | Confiança Cega               | Felipa Garnel                   |
| 4 | 2002        | Masterplan - O Grande Mestre | Herman José e Marisa Cruz       |
| 5 | 2002        | Meu Nome é Ágata             | Ágata                           |
| 6 | 2002 - 2003 | Na Casa do Toy               | Maria João Simões               |
| 7 | 2005        | Senhora Dona Lady            | Herman José e Sílvia Alberto    |
| 8 | 2007        | Família Superstar            | Bárbara Guimarães               |

## Década de 2010
| #  | Início | Título                                              | Apresentadores       |
| -- | ------ | --------------------------------------------------- | -------------------- |
| 9  | 2011   | Peso Pesado                                         | Júlia Pinheiro       |
| 10 | 2011   | Peso Pesado (2.ªtemporada)                          | Bárbara Guimarães    |
| 11 | 2014   | O Poder do Amor                                     | Bárbara Guimarães    |
| 12 | 2015   | Peso Pesado: Teen                                   | Bárbara Guimarães    |
| 13 | 2018   | Casados à Primeira Vista                            | Diana Chaves         |
| 14 | 2018   | SuperNanny                                          | Teresa Paula Marques |
| 15 | 2019   | O Carro do Amor                                     | Diana Chaves         |
| 16 | 2019   | Quem Quer Namorar com o Agricultor?                 | Andreia Rodrigues    |
| 17 | 2019   | Quem Quer Namorar com o Agricultor? (2.ª temporada) | Andreia Rodrigues    |
| 18 | 2019   | Casados à Primeira Vista (2.ª temporada)            | Diana Chaves         |

## Década de 2020
| #  | Início | Título                                              | Apresentadores    |
| -- | ------ | --------------------------------------------------- | ----------------- |
| 18 | 2020   | Amigos Improváveis                                  | Andreia Rodrigues |
| 19 | 2020   | Amigos Improváveis: Famosos                         | S/Apresentador    |
| 20 | 2020   | Quem Quer Namorar com o Agricultor? (3ª temporada)  | Andreia Rodrigues |
| 21 | 2021   | Quem Quer Namorar com o Agricultor? (4ª temporada)  | Andreia Rodrigues |
| 22 | 2021   | Quem Quer Namorar com o Agricultor? - Tudo por Tudo | Andreia Rodrigues |
| 23 | 2021   | Hell's Kitchen 1                                    | Ljubomir Stanisic |
| 23 | 2022   | Casados à Primeira Vista (3ª temporada)             | Diana Chaves      |
| 24 | 2022   | Hell's Kitchen 2                                    | Ljubomir Stanisic |
| 25 | 2022   | Quem Quer Namorar com o Agricultor? (5ª temporada)  | Andreia Rodrigues |
| 26 | 2023   | Casados no Paraíso                                  | Cláudia Vieira    |
| 27 | 2023   | Hell's Kitchen Famosos                              | Ljubomir Stanisic |
| 28 | 2024   | Os Traidores                                        | Daniela Ruah      |
| 29 | 2024   | Era Uma Vez na Quinta                               | Andreia Rodrigues |
| 30 | 2024   | Casados à Primeira Vista 4                          | Diana Chaves      |